# Maxim Reality
Keith Andrew Palmer (Peterborough, Cambridgeshire; 21 de marzo de 1967), más conocido por su nombre artístico Maxim Reality o simplemente Maxim, es un cantautor,  rapero y músico británico, famoso por su trabajo con el grupo de música The Prodigy.

## Pre-Prodigy historia

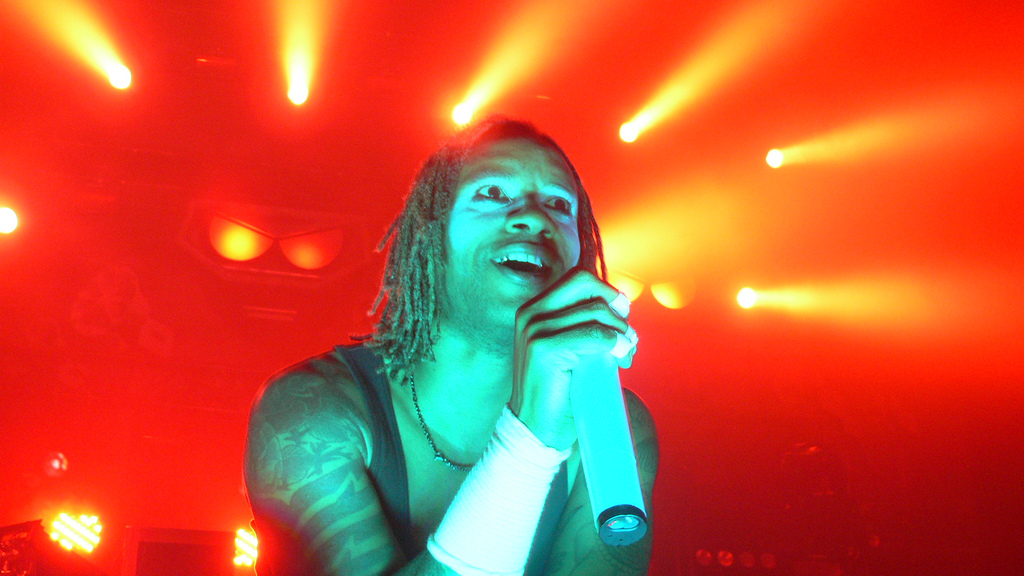
Maxim Reality de The Prodigy en su gira alemana "Invaders Must Die" de 2009.

Maxim nació en Peterborough, el más joven de siete hijos, y asistió a la Escuela Jack Hunt, también en Peterborough. Le gustaba escribir poesía y verso y empezó a rapear a la edad de 14 años. Él ganó la inspiración de su hermano diez años mayor, quien le introdujo en la Reggae Soundsystem Peterborough. A la edad de diecisiete años tuvo su primer  concierto en Basingstoke. Ian Sherman, un músico compañero de Nottingham se asoció con él. Después de grabar algunas canciones juntos y no conseguir ninguna atención por parte de las industrias discográficas, Maxim decidió separarse y se fue en un viaje de tres meses a lo largo de Europa y Norte de África. A su regreso a Inglaterra se trasladó a Londres para obtener más en la música y el reggae. A través de un amigo, se le ofreció un concierto con una banda llamada The Prodigy, que él aceptó. Él tenía la intención de hacer sólo unos pocos conciertos con la banda, pero luego decidió quedarse.

## MC de The Prodigy

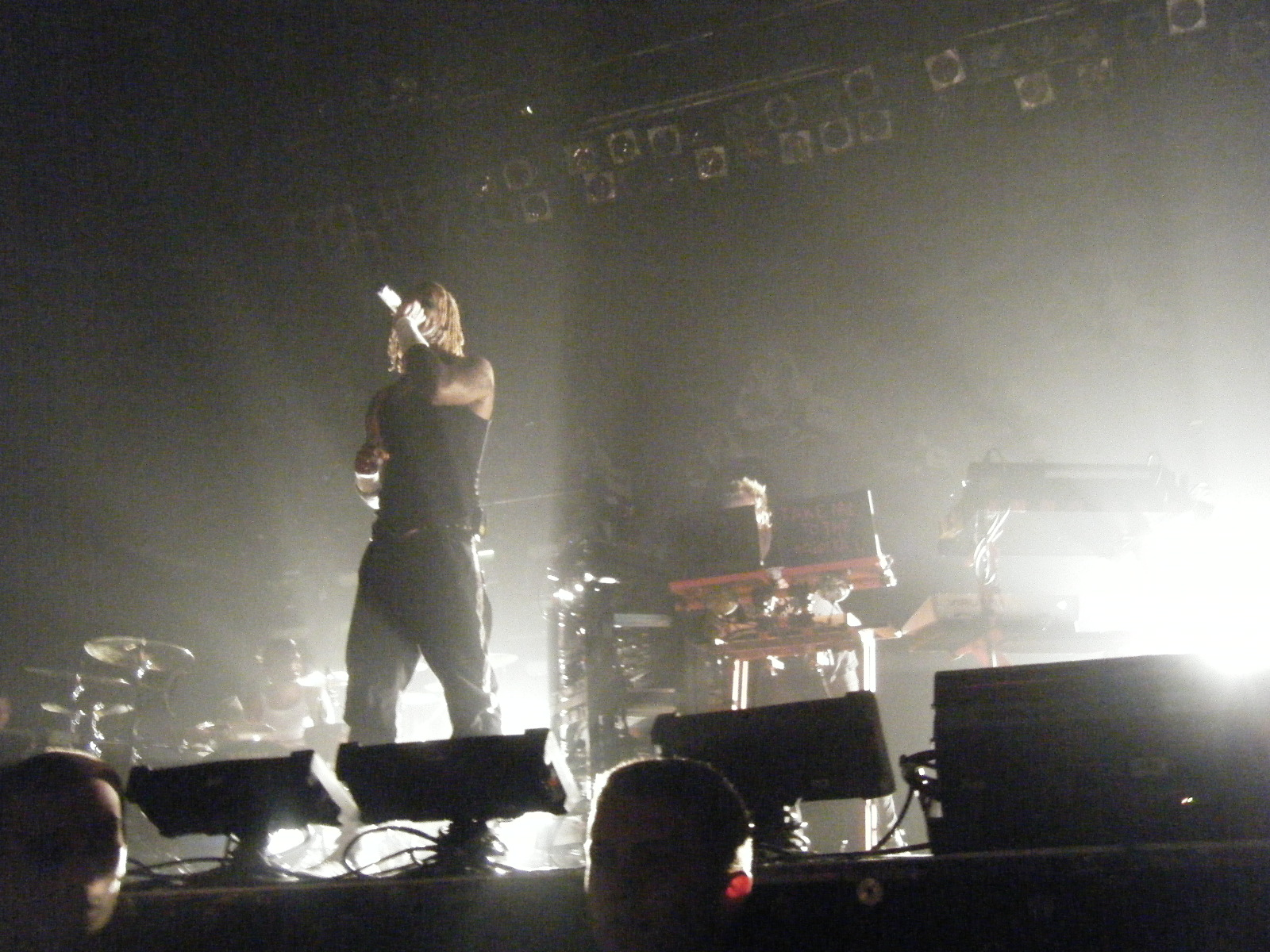
Maxim en el tour de 2009

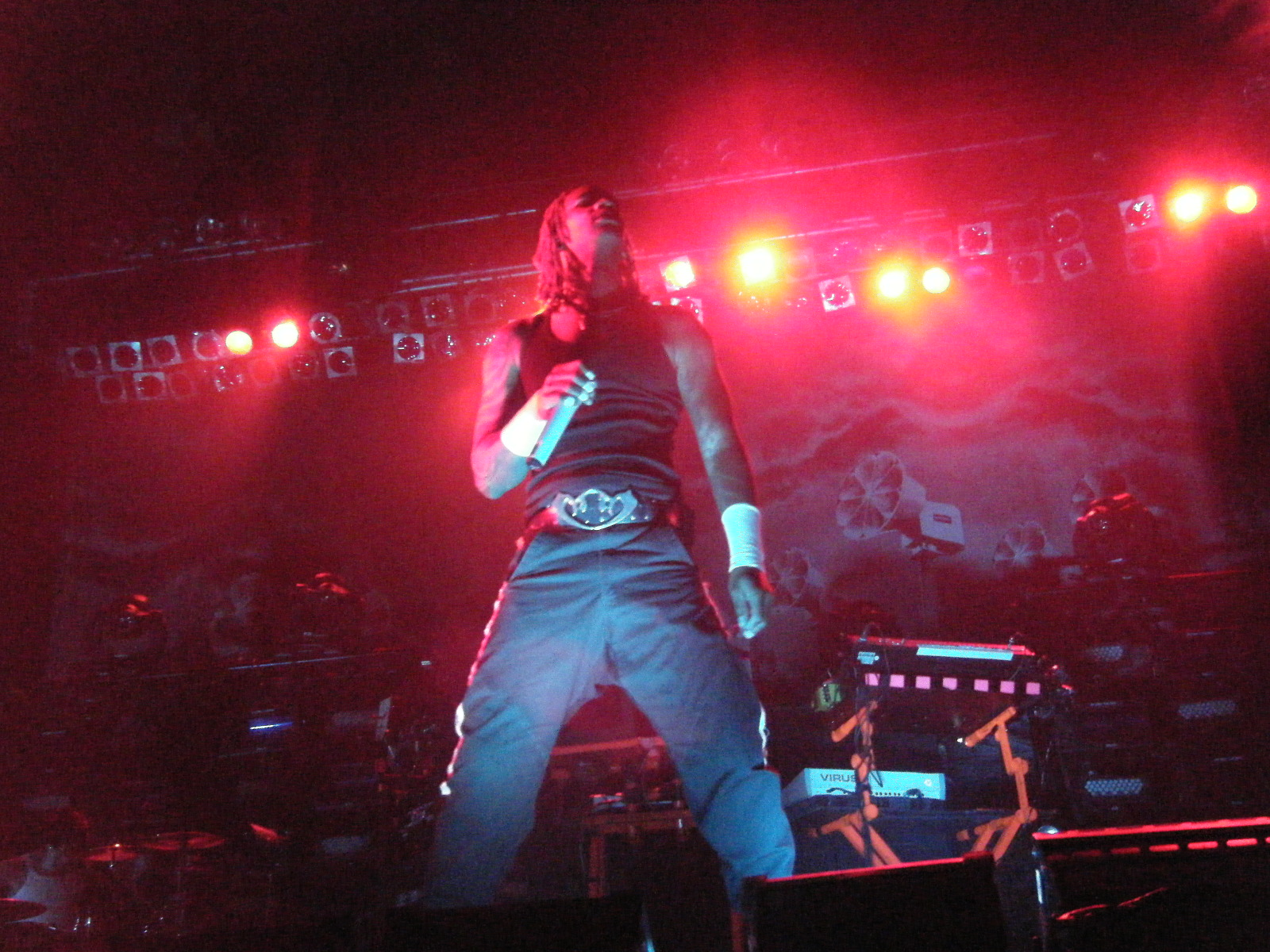

Originalmente se unió a The Prodigy en su primer show para hacer las presentaciones en vivo, los talentos líricos de Maxim se incorporaron más tarde en el estudio, así como en el sencillo "Breathe" en 1997. Sin embargo, a partir de 2004, sus obras vocales estaban completamente ausentes, además de una aparición en el primer sencillo del álbum, "Girls" en forma de un remix llamado "More Girls" y la primera canción del álbum," Spitfire". Él sigue siendo un miembro de pleno derecho de la banda, sin embargo, la realización de los espectáculos en vivo y, según su sitio web oficial, la grabación de material con Liam Howlett.

### Proyectos en solitario
Debido a la casi constante gira y grabando con The Prodigy, Maxim rara vez tuvo la oportunidad de hacer su material en solitario. Después de que la banda comenzó a tener más fácil después de la intensa gira para apoyar a "The Fat of The Land" a finales de 1998, que finalmente tuvo el tiempo libre para trabajar y terminar algunos de sus proyectos. Ese año publicó "Dog day" en la XL promociónAgainst the Grain, grano que también contó con Howlett "Dirtchamber Remix" de "Diesel Power" (de "The Fat of The Land") y versión de la máxima cobertura de la los Rolling Stones '"Factory Girl". El 9 de agosto de 1999 Maxim publicó el  EP "My Web", que contenía cinco canciones. En 2000 Maxim había una colaboración con el  Skin de Skunk Anansie en la canción "Carmen Queasy", que sigue siendo su mayor éxito en solitario. Alcanzó el puesto # 33 en el Singles UK Singles Chart en junio de 2000. A second single, "Scheming", was released 11 September and reached UK #53, y el álbum Hell's Kitchen, fue lanzado el 2 de octubre de 2000. Actualmente está trabajando en un nuevo álbum con el productor Machine. el segundo álbum de maxim en solitario Fallen Angel, fue lanzado en 2005 y dio lugar a una sola: "Yo no me importa", que pudo planear. El álbum fue lanzado en varios formatos, incluyendo un CD de edición limitada.

## Discografía

### Álbumes
- 2000: Hell's Kitchen (lanzado 2 de octubre)
- 2005: Fallen Angel (lanzado 29 de marzo)

### Sencillos y EP
- 1994: "Grim Reaper EP" (solo 500 copias; white label)
- 1999: "My Web" (lanzado 9 de agosto)
- 2000: "Carmen Queasy" (lanzado 29 de mayo)
- 2000: "Scheming" (lanzado 11 de septiembre)
- 2005: "I Don't Care"